# Ямбукан
Ямбука́н — река в Красноярском крае России, правый приток Нижней Тунгуски.
Исток — в районе горы Сотку-Инга. Быстрая горная река с более спокойным течением в низовье, характерна образованием значительных зимних наледей. Длина — 220 км, площадь водосборного бассейна — 5790 км². Наиболее крупный приток — река Холокит (левый, длина — 55 км).
Система водного объекта: Нижняя Тунгуска → Енисей → Карское море.

## Данные водного реестра
- Бассейновый округ — Енисейский;
- Речной бассейн — Енисей;
- Речной подбассейн — Нижняя Тунгуска;
- Водохозяйственный участок — Нижняя Тунгуска от в/п п. Тура до в/п п. Учами;
- Код водного объекта — 17010700312116100082214[4].